# HD 162396
HD 162396，又名CD-4112139，SAO 228510、HR 6649，是一颗恒星，视星等为6.2，位于銀經349.48，銀緯-7.92，其B1900.0坐标为赤經17h 45m 43.7s，赤緯-41° -7.92′ 55″。